# Breakout (jeu vidéo, 2000)
Pour les articles homonymes, voir Breakout.
Breakout est un jeu vidéo de type casse-briques développé par Supersonic Software et édité par Hasbro Interactive, sorti en 2000 sur Windows, Mac et PlayStation.

## Accueil
- Gamekult : 6/10 (PC)[1]
- Joypad : 3/10 (PS)[2]